# Tomáš Pospíchal
Tomáš Pospíchal (Pudlov, 1936. június 26. – Prága, 2003. október 21.) csehszlovák válogatott labdarúgó.
A csehszlovák válogatott tagjaként részt vett az 1962-es világbajnokságon.

## Sikerei, díjai
Sparta Praha
- Csehszlovák bajnok (2): 1964–65, 1966–67
- Csehszlovák kupa (1): 1964

Csehszlovákia
- Világbajnoki döntős (1): 1962